# Московская богословская семинария евангельских христиан-баптистов
Московская богословская семинария евангельских христиан-баптистов (МБС ЕХБ, полное название «Религиозная духовная образовательная организация высшего образования
Московская богословская семинария евангельских христиан-баптистов») — учебное заведение духовного образования Российского Союза Евангельских христиан-баптистов.

## История
Об образовании семинарии было впервые публично объявлено осенью 1992 года во время Духовно-назидательного съезда братства ЕХБ в Москве. Семинария открылась 3 октября 1993. Первоначально она располагалась в здании РСЕХБ на Варшавском шоссе, д. 29, корп. 2, а в 2002 году приобрела своё собственное здание по адресу Москва, ул. Перовская, д. 4а.
В 2007 году произошло слияние Московской богословской семинарии ЕХБ и Московского библейского института. Причиной стал кризис, связанный с отсутствием абитуриентов в МБС и недостаточного финансирования МБИ. В результате слияния МБС по сути перенял структуру и программы Московского библейского института, в то время как сам институт формально был ликвидирован.
Издаётся журнал «Путь богопознания».
15 февраля 2019 года Рособрнадзор запретил прием в Московскую богословскую семинарию евангельских христиан-баптистов за неисполнение предписания в установленный срок. Решение было принято по результатам проверок. 29 февраля 2020 года Арбитражный суд лишил лицензии Московскую богословскую семинарию евангельских христиан-баптистов.
В 2019 году МБС ЕХБ  учредила Автономную некоммерческую образовательную организацию дополнительного образования "Богословская семинария" в г. Москве.  28 мая 2020 года "Богословская семинария" получила лицензию Департамента образования и науки г. Москвы, которая позволяет ей вести образовательную деятельность по программам дополнительного профессионального образования и дополнительного образования детей и взрослых.
14 июля 2021 года МБС ЕХБ получила новую лицензию №2973 на образовательную деятельность для осуществления программ высшего образования, направленных на подготовку служителей.

## Деятельность
Семинария обладает государственной лицензией как образовательное религиозное учреждение. Первоначально в семинарии было только одно отделение: богословско-педагогическое. После слияния с МБИ в 2007 г. в семинарии функционировали две заочные программы: пасторская и христианского образования. С 2018 года добавились программы по богословию и душепопечению. Семинария предлагает также ряд программ дополнительного образовния, включая онлайн программы. Семинария также проводит выездные семинары в различных городах России. Партнёром МБС является Северо-Кавказский библейский институт ЕХБ в городе Прохладный.
Семинария запустила интернет-проект «История ЕХБ», на сайте которого опубликована баптистская периодика разных годов, архивные фотографии, документы и различные материалы по региональной истории.

## Руководство

### История
- Александр Петрович Козынко — ректор 1993 по 2006 годы;

### Настоящее время
- Пётр Вальтерович Мицкевич — ректор с 2007 года.

## Отзывы
Кандидат социологических наук, доцент кафедры истории и теории социологии социологического факультета МГУ имени М. В. Ломоносова С. О. Елишев отмечает, что Московская богословская семинария евангельских христиан-баптистов является «крупнейшим центром высшего религиозного образования РС ЕХБ на территории РФ», который имеет «большое количество филиалов в крупных городах РФ».